# Castillo de Fatetar
El castillo de Fatetar o de Espera es un castillo localizado en Espera, provincia de Cádiz.

## Estado
Actualmente el castillo se encuentra en buen estado de conservación, gracias a la acción conjunta de varias instituciones: Diputación de Cádiz, Ayuntamiento de Espera, Mancomunidad de Municipios de la Sierra de Cádiz y Junta de Andalucía
De hecho en 2018 se habilitó su interior para poder realizar espectáculos.